# Мирза Джахангир-хан
Мирза Джахангир-хан (перс. میرزا جهانگیرخان‎ — иранский журналист, писатель и общественный деятель.

## Биография
Мирза Джахангир-хан сын Ага Раджаб Али родился 12 октября 1874 года в Ширазе, в Иране. Окончил медресе «Дар-уль-Улум».
Шах Мухаммед Али неоднократно на протяжении 1907 пытался распустить меджлис и отменить конституцию. 22 июня 1908 в столице было введено военное положение, мечеть Сепехсалара с находящимися внутри федаями и муджахидами подверглась артиллерийскому обстрелу, после чего многие конституционалисты были арестованы. На следующий день некоторые издатели левых газет были повешены, а меджлис и энджумены объявлялись временно разогнанными.
В 1908 году Мирза Джахангир-хан казнён, его газета закрывается.

## Творчество
Журнал «Сури-Исрафил», выходящий в Тегеране, печатался под редакторством Мирзы Джахангир хана Ширази. Журнал начал выходить в 1907 году. Ответственным секретарем был Мирза Казым-хан. Одним из блестящих авторов журнала был Мирза Алекпер Казвини Деххуда (1879-1956), писавший под псевдонимом «Деххуда». В его произведениях общественная критика очень резкой. Деххуда считал своим учителем Джалила Мамедкулизаде и писал под его влиянием, он также знал азербайджанский язык. Он резко критиковал беззакония в государственных учреждениях, а также тех, кто прикрывался религией и извращал её суть. Журнал не боялся разоблачать врагов народа, преступления, совершаемые теми, кто грабил и обворовывал народ. Одновременно журнал работал совместно с «Моллой Насреддином». В 10-м номере журнала «Молла Насреддин» за 1908 год южный поэт Байрамали Аббасзаде Хаммал опубликовал стихотворение «Конституционная монархия», в котором он говорит в основном о журнале «Сури-Исрафил». Можно привести 2 строчки из этого стихотворения.